# Ordem do Vulcão
L'Ordem do Vulcão (Orde del Volcà), també anomenada Medalha da Primeira Classe da Ordem do Vulcão és un premi nacional que cada any atorga el president de Cap Verd, es concedeix a les personalitats més grans de Cap Verd i no capverdians, que contribueixen a un engrandiment de la nació. És la principal decoració del país creada després de la independència de la nació.

## Classificació
Té els següents rangs:
- Medalla del 1r Rang
- Medalla del 2n Rang
- Medalla del 3r Rang

## Receptors
- Eugénio Tavares, 1995[2]
- João Lopes Filho, 2004[3]
- Amélia da Lomba, 2005 - la primera no capverdiana en rebre-la[4]
- Cesária Évora, 2006
- Mário Lúcio Sousa, 2006
- Edite Borges, 2011[5]
- Gil Semedo, 2011[5]